# Калинкавички рејон
Калинкавички рејон (блр. Калінкавіцкі раён; рус. Калинковичский район) административна је јединица другог нивоа у централном делу Гомељске области у Републици Белорусији.
Административни центар рејона је град Калинкавичи.

## Географија
Калинкавички рејон обухвата територију површине 2.756,24 км² и на 4. је месту по површини у Гомељској области. Граничи се са Мазирским, Петрикавским, Октобарским, Светлагорским, Речичким и Хојничким рејонима Гомељске области.
Рељеф је низијски и њиме доминирају бројне реке, од којих су најважније Припјат, Ипа, Тремља, Виц.

## Историја
Рејон је првобитно основан 17. јула 1924, али је већ 26. јула 1930. расформиран и прикључен Мазирском рејону. Као самостална административна јединица поново је успостављен 1939. године.
Одлуком локалних власти од 3. децембра 1998. град Калинкавичи и Калинкавички рејон су обједињени у јединствену територијално-административну целину.

## Демографија
Према резултатима пописа из 2009. на том подручју стално је било насељено 64.055 становника или у просеку 23,35 ст/км².
Основу популације чине Белоруси (92,7%), Руси (4,37%), Украјинци (1,54%) и остали (1,39%).
Административно рејон је подељен на подручје града Калинкавичи, који је уједно и административни центар рејона, на варошицу Азаричи и на још 19 сеоских општина. На целој територији рејона постоји укупно 130 насељених места.